# Sejm nadzwyczajny 1750
 Sejm nadzwyczajny 1750 – I Rzeczypospolitej, został zwołany 11 maja 1750 roku do Warszawy.
Sejmiki przedsejmowe w województwach odbyły się 23 czerwca 1750 roku. Marszałkiem sejmu „starej laski” obrano Wojciechaa Siemieńskiego, referendarza koronnego.
Obrady sejmu trwały od 4 do 18 sierpnia 1750 roku. Sejm został zerwany jeszcze przed obiorem marszałka przez Antoniego Wydżgę. Za pretekst posłużyła obecność w izbie byłego senatora, Wacława Rzewuskiego, który złożył województwo, chcąc zostać marszałkiem sejmowym.